# Усти-над-Орлици (район)
Район Усти-над-Орлици (чеш. Okres Ústí nad Orlicí) — один из 4 районов Пардубицкого края Чешской Республики. Административный центр — Усти-над-Орлици. Площадь района — 1 258,31 кв. км, население составляет 140 737 человек. В районе насчитывается 115 муниципалитетов, из которых 10 — города.

## География
Район расположен в северо-восточной части края. Граничит с районами Пардубице, Хрудим и Свитави Пардубицкого края; с районом Шумперк Оломоуцкого края и Рихнов-над-Кнежной Краловеградецкого края, на севере района — государственная граница с Польшей.

## Население
Данные за 2009 год:
| Населённый пункт   | Население |
| ------------------ | --------- |
| Ческа-Тршебова     | 16 477    |
| Усти-над-Орлици    | 14 934    |
| Високе-Мито        | 12 688    |
| Ланшкроун          | 10 361    |
| Хоцень             | 9 096     |
| Летоград           | 6 373     |
| Жамберк            | 6 086     |
| Кралики            | 4 619     |
| Червена-Вода       | 3 184     |
| Яблонне-над-Орлици | 3 468     |

| Всего           | Женщин           | Мужчин           |
| --------------- | ---------------- | ---------------- |
| 140 737 (100 %) | 71 022 (50,46 %) | 69 715 (49,54 %) |

Средняя плотность — 112 чел/км²; 62,02 % населения живёт в городах.